# Павлов Дмитро Васильович
Дмитро Васильович Павлов (25 жовтня 1905, місто Санкт-Петербург, тепер Російська Федерація — 17 червня 1991, місто Москва) — радянський державний діяч, міністр харчової промисловості СРСР, міністр рибної промисловості СРСР, міністр торгівлі СРСР і РРФСР. Кандидат у члени ЦК КПРС у 1952—1961 роках. Депутат Верховної ради РРФСР 1-го і 5—8-го скликань. 

## Життєпис
Народився в селянській родині. У 1924—1926 роках працював практикантом акціонерного товариства «Хлібопродукт» в Дєтскосельському повіті Ленінградської губернії.
Член РКП(б) з 1926 року.
У 1926—1927 роках — завідувач економічного відділу Опоченського повітового комітету ВЛКСМ Тверської губернії.
У 1927—1928 роках — завідувач секретної частини Псковського окружного торгового відділу.
У 1928—1931 роках — завідувач окружної контори Держторгу в місті Луга.
У 1931—1934 роках — заступник директора контори «Лензаготхутро» в Ленінграді.
У 1934—1936 роках — студент Всесоюзної академії зовнішньої торгівлі.
У 1936—1938 роках — директор 1-ї хутряної фабрики в місті Казані.
У травні 1938 — січні 1939 року — народний комісар торгівлі Татарської АРСР.
У січні 1939 — вересні 1945 року — народний комісар торгівлі Російської РФСР.
Одночасно у вересні 1941 — січні 1942 року — уповноважений Державного комітету оборони СРСР із забезпечення продовольством Ленінграда і Ленінградського фронту, учасник німецько-радянської війни. У січні 1942 — 1943 року — начальник Головного управління продовольчого постачання, в 1943 — травні 1946 року — начальник Управління продовольчого постачання Народного комісаріату оборони СРСР. У 1943 — травні 1946 року — заступник Головного інтенданта Радянської армії.
У травні 1946 — вересні 1948 року — заступник міністра рибної промисловості східних районів СРСР.
У вересні — грудні 1948 року — заступник, 28 грудня 1948 — 5 серпня 1949 року — голова Бюро із харчової промисловості при Раді міністрів СРСР.
5 серпня 1949 — 26 квітня 1951 року — міністр харчової промисловості СРСР.
26 квітня 1951 — 20 травня 1952 року — голова Державного комітету Ради міністрів СРСР з постачання продовольчими та промисловими товарами. Одночасно, з 1951 року — заступник голови Бюро із харчової промисловості при Раді міністрів СРСР.
20 травня 1952 — 15 березня 1953 року — міністр рибної промисловості СРСР.
У березні — серпні 1953 року — 1-й заступник міністра легкої і харчової промисловості СРСР.
У серпні 1953 — 22 січня 1955 року — 1-й заступник міністра торгівлі СРСР.
22 січня 1955 — 26 листопада 1958 року — міністр торгівлі СРСР.
28 листопада 1958 — 11 жовтня 1972 року — міністр торгівлі Російської РФСР.
З жовтня 1972 року — персональний пенсіонер союзного значення в Москві.
Помер 17 червня 1991 року в Москві. Похований в Ленінграді (Санкт-Петербурзі) на Літераторських містках Волкова цвинтаря.

## Звання
- генерал-майор інтендантської служби (19.01.1943)
- генерал-лейтенант інтендантської служби (11.5.1944)

## Нагороди
- три ордени Леніна (18.09.1943; 25.10.1955; 25.10.1965)
- орден Жовтневої Революції (30.08.1971)
- орден Червоного Прапора (8.05.1942)
- орден Кутузова ІІ ст. (1.08.1944)
- орден Вітчизняної війни І ст. (11.03.1985)
- орден Трудового Червоного Прапора (28.10.1975)
- орден Дружби народів (25.10.1985)
- медаль «За оборону Ленінграда»
- медаль «За перемогу над Німеччиною у Великій Вітчизняній війні 1941—1945 рр.»
- медаль «За перемогу над Японією»
- медаль «За доблесну працю. В ознаменування 100-річчя з дня народження Володимира Ілліча Леніна»
- медалі